# Porites cumulatus
Porites cumulatus là một loài san hô trong họ Poritidae. Loài này được Nemenzo mô tả khoa học năm 1955.